# Acanthodelta jamesoni
Acanthodelta jamesoni är en fjärilsart som beskrevs av Louis Beethoven Prout 1919. Acanthodelta jamesoni ingår i släktet Acanthodelta och familjen nattflyn. Inga underarter finns listade i Catalogue of Life.